# ۱۰۷ (عدد)
۱۰۷ (صد و هفت) یک عدد طبیعی است که بعد از ۱۰۶ و قبل از ۱۰۸ قرار دارد.